# مالتوات گالیم
مالتوات گالیم (به انگلیسی: Gallium maltolate) با فرمول شیمیایی Ga(C۶H۵O۳)۳ یک ترکیب شیمیایی است. که جرم مولی آن ۴۴۵٫۰۳ g/mol می‌باشد. شکل ظاهری این ترکیب، بلورهای جامد یا پودر سفید و بژ کمرنگ است.